# Вулиця Миколайчука (Львів)
Ву́лиця Миколайчука́ — вулиця в Шевченківському районі Львова, у місцевостях Замарстинів і Збоїща (по вулиці проходить межа між цими місцевостями Львова). Вулиця Миколайчука починається від перехрестя вулиць Липинського та Промислової і простягається на північ і північний захід до головного входу на Голосківське кладовище (паралельно до вулиці Щурата). Вулиця складається з трьох частин: долішньої (південна частина), підйому (середня частина) і горішньої (північна частина).
Прилучаються вулиці Лінкольна, Полтв'яна, Заміська, Очаківська, Хвильового, Космічна, Колоскова, Гетьмана Мазепи, Пилипа Орлика та Щурата.

## Історія
Вперше сучасна вулиця Миколайчука, згадується у 1901 році, як невеличка ділянка вулиці Нової Різні (пол. Nowej Rzeżni), яка сполучала між собою вулиці Нової Різні та Річну.
У грудні 1944 року вулиця отримала назву Нової Різні, а 1950 року приєднана до вулиці Промислової. 
Ділянка вулиці Миколайчука як продовження вулиці Промислової від перехрестя з колишньою вулицею Ульянівською до Збоїщ прокладена у 1960-х роках. На початку 1990-х років з цієї ділянки вулиці Промислової була сформована окрема вулиця, яку 1993 року було названо на честь українського актора та режисера Івана Миколайчука.

## Забудова
Вулиця забудована стандартними 5- і 9-поверховими житловими будинками, спорудженими у 1980-х роках. У південній частині вулиці (з правого боку) є також невелика кількість 1- і 2-поверхових приватних будинків. З парного боку вулиці, до перехрестя з вулицею Мазепи, тягнеться ділянка малоповерхової садибної забудови Збоїщ, будинки на якій приписані до сусідніх вулиць. За вулицею Мазепи починається район типової житлової багатоповерхової забудови 1990—2000 років.

### З непарного боку вулиці
№ 1 — п'ятиповерховий житловий будинок, на першому поверсі якого працює бібліотека-філія № 37 ЦБС для дорослих.
№ 1б — житловий будинок, збудований у 1960-1970-х роках для працівників Львівської залізниці. Ухвалою № 59 ЛМР від 26 вересня 2002 року будинок прийнятий від дистанції цивільних споруд на ст. Львів Львівської залізниці у власність територіальної громади міста Львова.
№ 9 — комунальна міська клінічна лікарня швидкої медичної допомоги імені Святого Пантелеймона — найбільша лікарня Західної України. Комплекс лікарні зведений на місці колишніх цегелень та глиняних кар'єрів у 1970-х роках за проєктом архітекторів Р. Федотовської, І. Топилка, В. Кузубова, В. Мурина. При проєктуванні використаний типовий проєкт 254-1-15, адаптований до рельєфу та доопрацьовані у плані архітектурно-декоративного вирішення фасадів. При лікарні розташований Львівський медичний коледж післядипломної освіти.
На подвір'ї лікарні швидкої медичної допомоги імені Святого Пантелеймона на початку квітня 2023 року встановили скульптуру хлопчика, який дивиться на операційний блок і вірить, що все мине успішно. Він — символ віри, надії і сподівання на краще. Прототипом скульптури став реальний підліток — 12-літній Тимофій Чернишков. Наприкінці січня 2023 року його батькові трансплантували легені. Поки чоловік перебував в операційній, його син, якого батько виховує сам, стояв під дверима операційного блоку. Автор скульптури Олександр Гончарук працював над нею близько двох місяців.

### З парного боку вулиці
№ 2а — храм Всіх Святих Землі Української (ПЦУ). Парафія храму утворилася на Збоїщах на початку 1990-х років, за ініціативи митрофорного протоієрея Романа Петришина. Тоді ж освятили місце майбутньої церкви і встановили дубовий хрест; у хресній ході взяли участь Митрополит Рівненський і Острозький Євсевій (Політило), митрофорні протоієреї Володимир Хрептак, Ярослав Дуда, Ярослав Ощудляк та інші. Спочатку богослужіння відбувалися у звичайному будівельному вагончику, а 1995 року на цьому місці постала мурована каплиця, довжиною 17 м, шириною 13 м, висотою 10 м, що була розрахована на 350 осіб.
На початку 2000-х років було юридично оформлено громаду, а у липні 2002 року духовенство Львівського благочиння на чолі з Високопреосвященнійшим митрополитом Львівським і Сокальським Андрієм (Гораком) заклали перший камінь в основу майбутнього храму. У 2002 році розпочалося будівництво нового однокупольного храму за проєктом архітектора Миколи Рибенчука. Цей храм розрахований на 450 осіб. 19 листопада 2010 року були встановлені освячені хрести на новий храм. Велике освячення новозбудованого храму Всіх святих землі Української, а також перша Літургія, яку очолив митрополит Львівський і Сокальський Димитрій (Рудюк) відбулися 25 вересня 2016 року. На початку червня 2020 року ЛКП «Львівсвітло» облаштувало підсвітку храму.
№ 2б — ринок «Континент», розташований на кінцевій зупинці трамвайного маршруту № 6.
№ 18 — будівля Львівської середньої загальноосвітньої школи № 97, відкрита 1 вересня 1991 року.

## Транспорт
На початку вулиці розташована кінцева зупинка (кільце) трамвайного маршруту № 6. На перехресті з вулицею Мазепи вулицю перетинає тролейбусна лінія (тролейбус № 33).
По вулиці Миколайчука курсують маршрутні таксі № 17, № 19, № 55, № 84 та міський автобус № 46.
У серпні 2020 року виконавчий комітет Львівської міської ради ухвалив рішення про продовження трамвайної колії до лікарні швидкої допомоги, що на вулиці Миколайчука.

## Світлини

Комунальна міська клінічна лікарня швидкої медичної допомоги
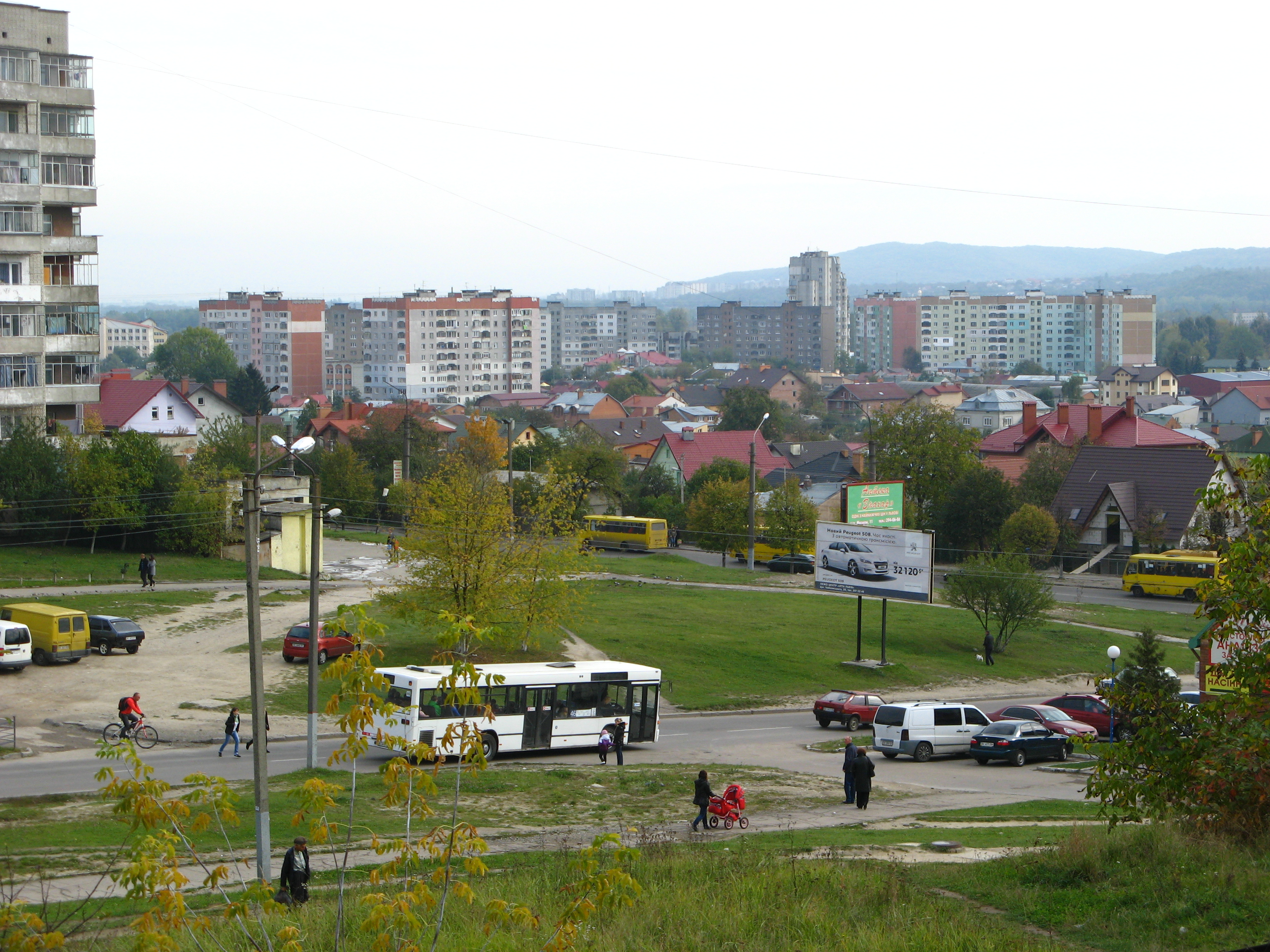
Середня частина вулиці (підйом). На задньому плані — колишнє село Збоїща
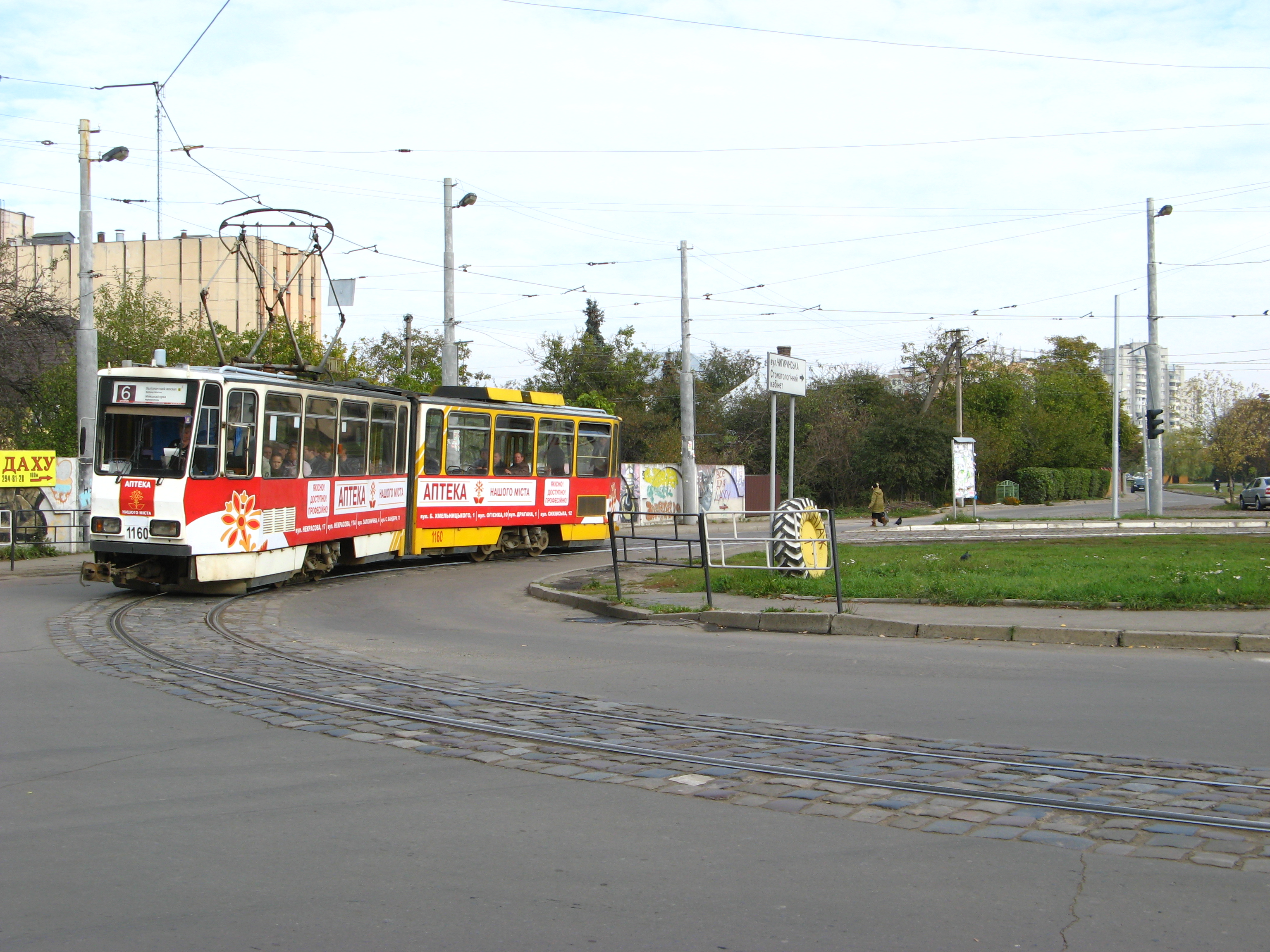
Трамвайне кільце маршруту № 6
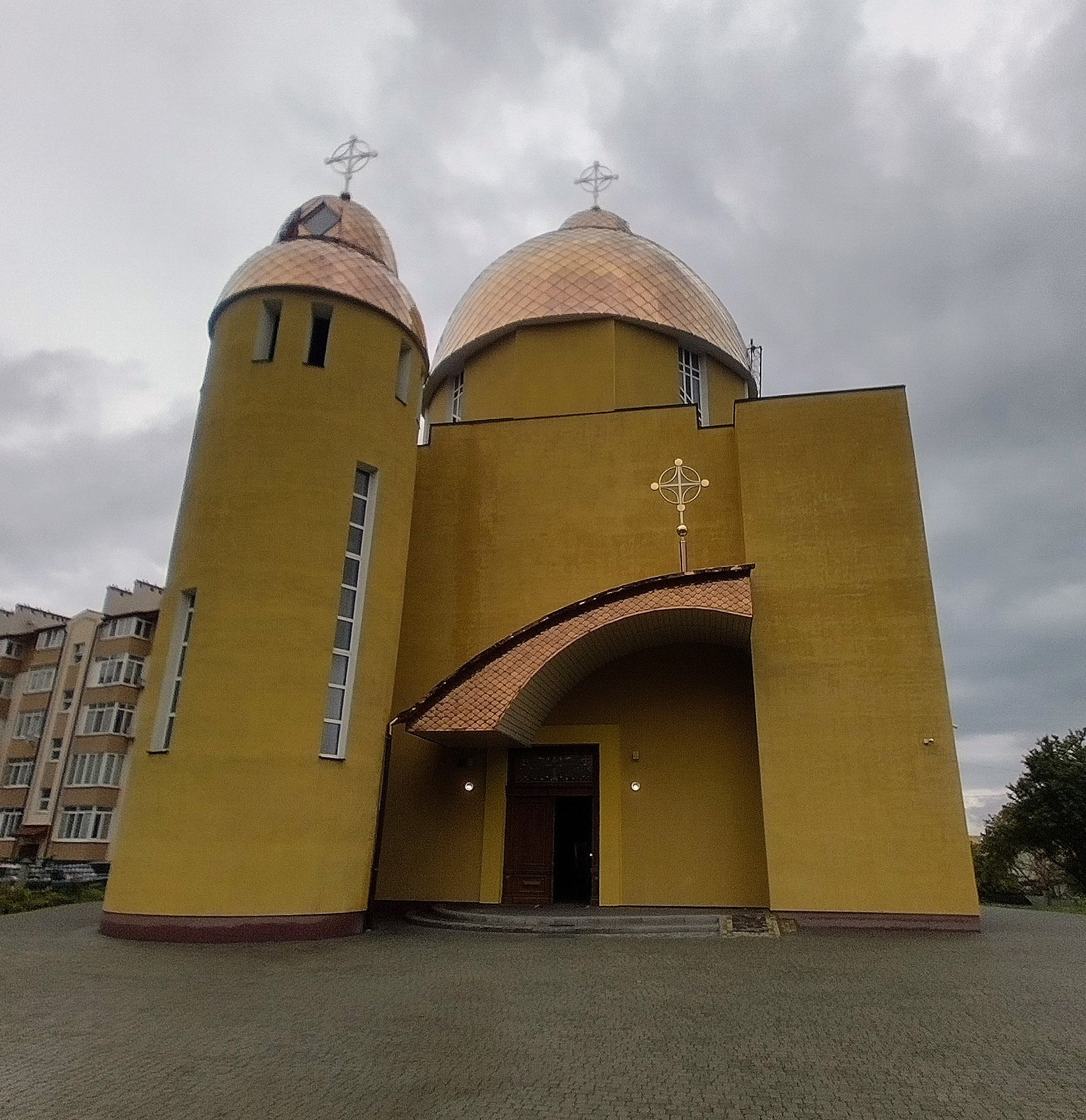
Храм Всіх Святих Землі Української
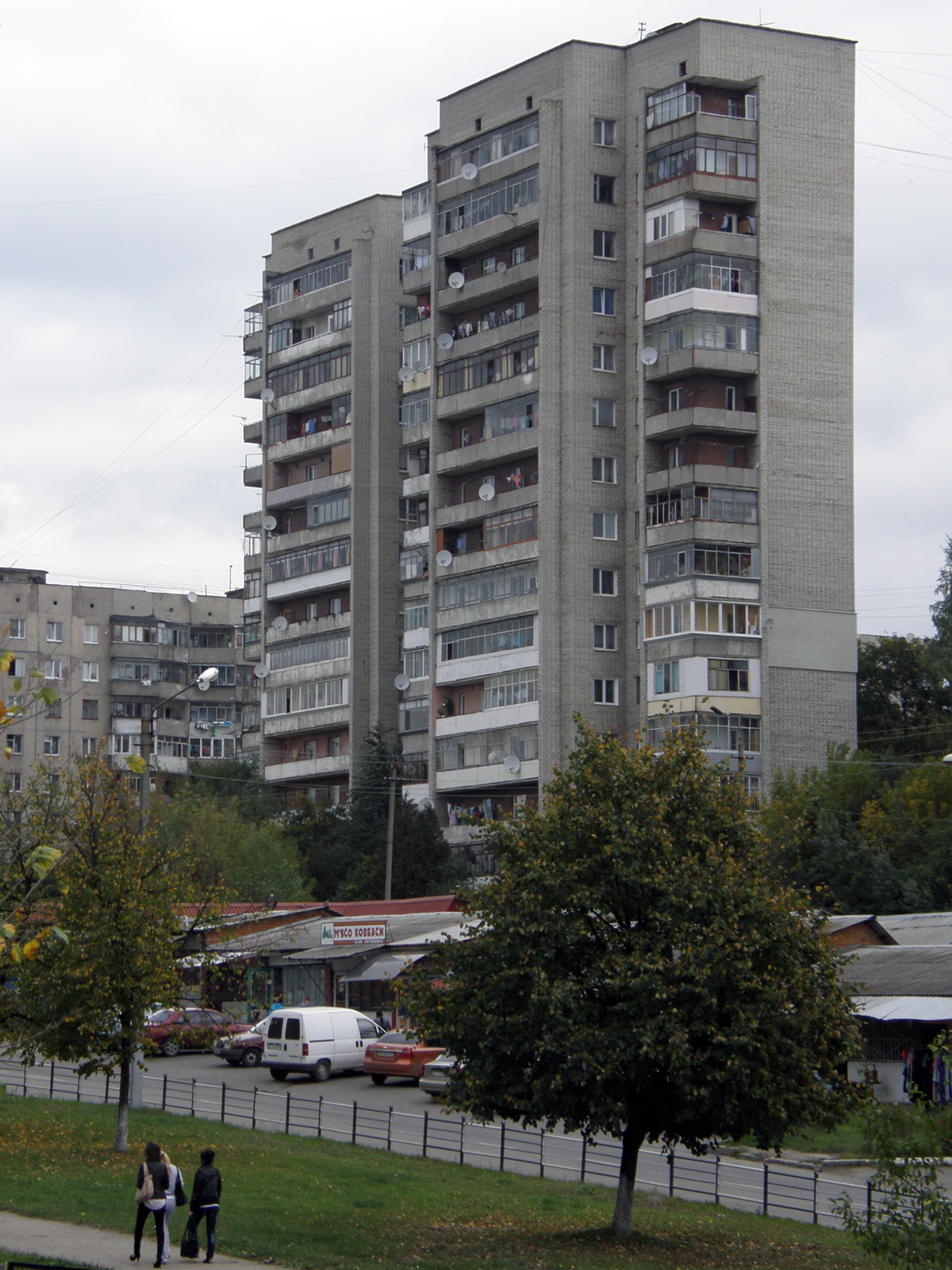
Ансамбль житлових будинків серії 124-87-107 (вул. Миколайчука, 12, 14)